# Vezel
Een vezel is een dun filament van een beperkte lengte (10 tot 500 mm) die ten minste drie keer zo groot is als de diameter. Vezels kunnen onderscheiden worden in plantaardige, dierlijke, minerale en synthetische.

## Definitie
Volgens de definitie van de Wereldgezondheidsorganisatie hebben "vezels" een lengte L van minstens 5 µm, een diameter D kleiner dan 3 µm en een L/D-verhouding van minstens 3/1. Vezels kunnen op natuurlijke of kunstmatige wijze worden vervaardigd. Op basis hiervan worden onderverdelingen gemaakt.
In de biologie wordt in het bijzonder onder een vezel verstaan een langgerekte cel of bundel van cellen.

## Typen vezel
Natuurlijke minerale vezels
- Asbest
  - Serpentijnen
    - Chrysotiel

  - Amfibolen
    - Actinoliet
    - Amosiet
    - Anthofylliet
    - Crocidoliet
    - Tremoliet
- Asbestiform
  - Fibreuze klei
    - Palygorskiet (attapulgiet)
    - Sepioliet

  - Andere fibreuze silicaten
    - Wollastoniet
    - Nemaliet (fibreus bruciet)
    - Talk
    - Zeolieten
      - Mordeniet
      - Erioniet

Plantaardige vezels
- Katoen
- Hennepvezel
- Jute
- Kapok
- Kokosvezel
- Manillahennep
- Sisal
- Vlas
- Ramie
- Brandnetel
- Papier
- Raffia

Synthetische vezels
- Amorf
  - Glaswol
  - Glasfilamenten
  - Rotswol
  - Slakkenwol
  - Keramische vezels
- Kristallijn
  - Aluminiumoxide
  - Grafiet
  - Kaliumtitaniumoxide
  - Siliciumcarbide
  - Natriumaluminiumcarbonaat
  - Synthetische zeolieten
- Organisch
  - Para-aramide (bijvoorbeeld Twaron en Kevlar)
  - Koolstofvezel

De volgende vezels bestaan niet uit synthetische maar natuurlijke organische moleculen:
- Cellulosevezels (bijvoorbeeld natuurlijke katoen, linnen en jute)
- Overige natuurlijke organische vezels (bijvoorbeeld zijde, haar en wol)

## Gezondheidsrisico’s van vezels

### Het inadembare karakter
Vezels brengen de meeste schade toe aan de gezondheid bij inademing wanneer ze tot in de longalveolen kunnen geraken. Het aerodynamische gedrag van vezels wordt voornamelijk bepaald door de diameter. De maximale diameter van asbest voor inadembaarheid bedraagt 3,5 µm (geometrische diameter). Voor glasvezels is dat 3,8 µm, voor koolstofvezels 4,6 µm. Geïnhaleerde vezels met een grotere diameter dringen niet door tot diep in de longen, maar kunnen wel de bovenste luchtwegen en de huid irriteren.

### De vezelstructuur op zich
Macrofagen hebben moeite om vezels van meer dan 5 µm te omvatten. Vezels van rond de 8 µm (of meer) worden als het meest gevaarlijk beschouwd. De macrofagen trachten de vezels te omvatten, maar slagen hier niet in ("frustrated phagocytosis"). De macrofagen gaan uiteindelijk ten onder, en zetten hierbij stoffen vrij die het lokale weefsel belasten en die andere macrofagen aantrekken. Deze lopen in dezelfde val. Hierdoor ontstaat een chronische ontstekingsreactie ter hoogte van de weefsels rondom de vezels.

### Hetkristallijnekarakter
Een stof met kristalstructuur heeft speciale fysisch-chemische eigenschappen doordat de bestanddelen georiënteerd zijn volgens preferentiële richtingen. Hierdoor kunnen uit kristallijne vezels (zoals asbestvezels) door splitsing steeds fijnere vezels ontstaan. Het gevaar dat gepaard gaat met vezels, wordt bepaald door het aantal vezels en niet door de totale massa van de vezels. Amorfe vezelmaterialen verliezen onder mechanische invloeden hun vezelstructuur. Vuurvaste keramische vezels (evenzeer als rotswol, glaswol en slakkenwol) hebben een amorfe structuur. Ze worden bijgevolg ook in de breedte gesplitst. Hierdoor wordt het gezondheidsrisico van deze vezels kleiner.

### Debiopersistentie
Vezels in de neus en de tracheobronchiale regio kunnen worden afgevoerd door middel van mucociliaire klaring.
Eens afgezet in de longalveolen kunnen vezels naargelang de chemische samenstelling al of niet gemakkelijk verwijderd worden. De alveolaire macrofagen zullen trachten de vezels te fagocyteren. Deze vorm van klaring is beperkt door de grootte van de vezels (zie eerder). Een lymfatische klaring is eveneens beperkt door de grootte van de vezels. Door interstitiële translocatie kunnen vezels nog langs de pleura verwijderd worden.
De vezels kunnen ook afhankelijk van hun fysicochemische eigenschappen oplossen, of verkleinen onder mechanische invloeden.
Amfiboolasbestsoorten hebben een veel langere verblijfsduur in de longen dan chrysotiel. Vuurvaste keramische vezels hebben een veel kleinere persistentie dan asbestvezels, maar zijn veel meer persistent dan bijvoorbeeld glaswol.